# Plantage

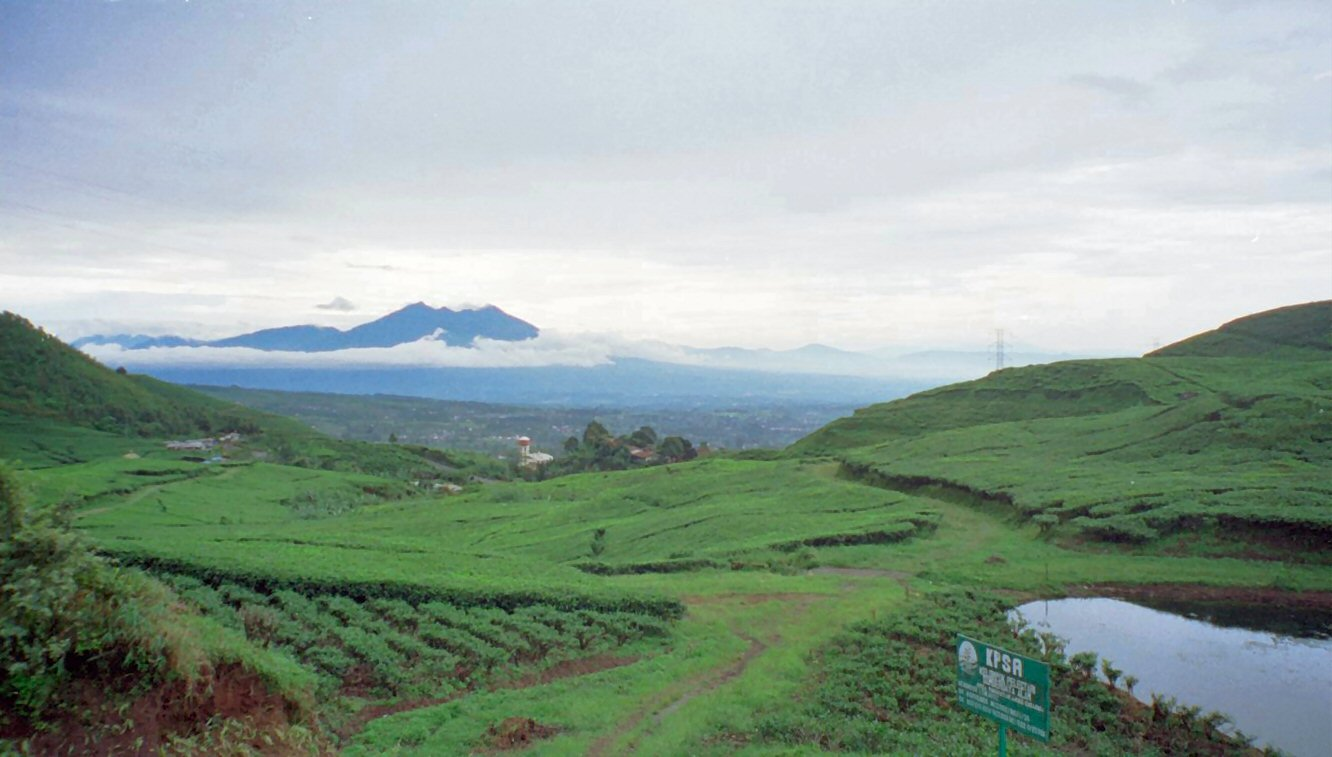
Theeplantages in de omgeving van Bogor - Indonesië

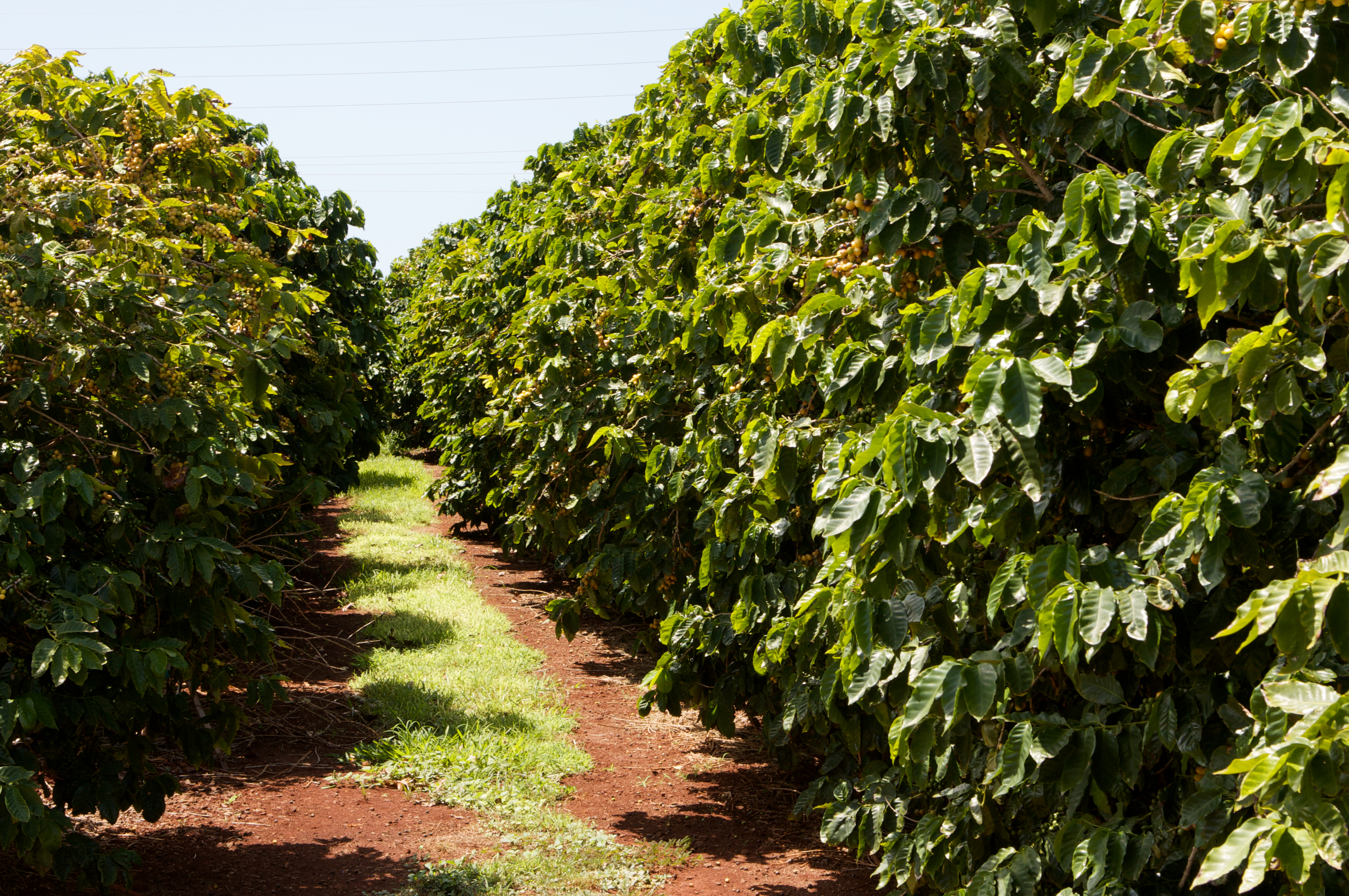
Koffieplantage op Hawaï

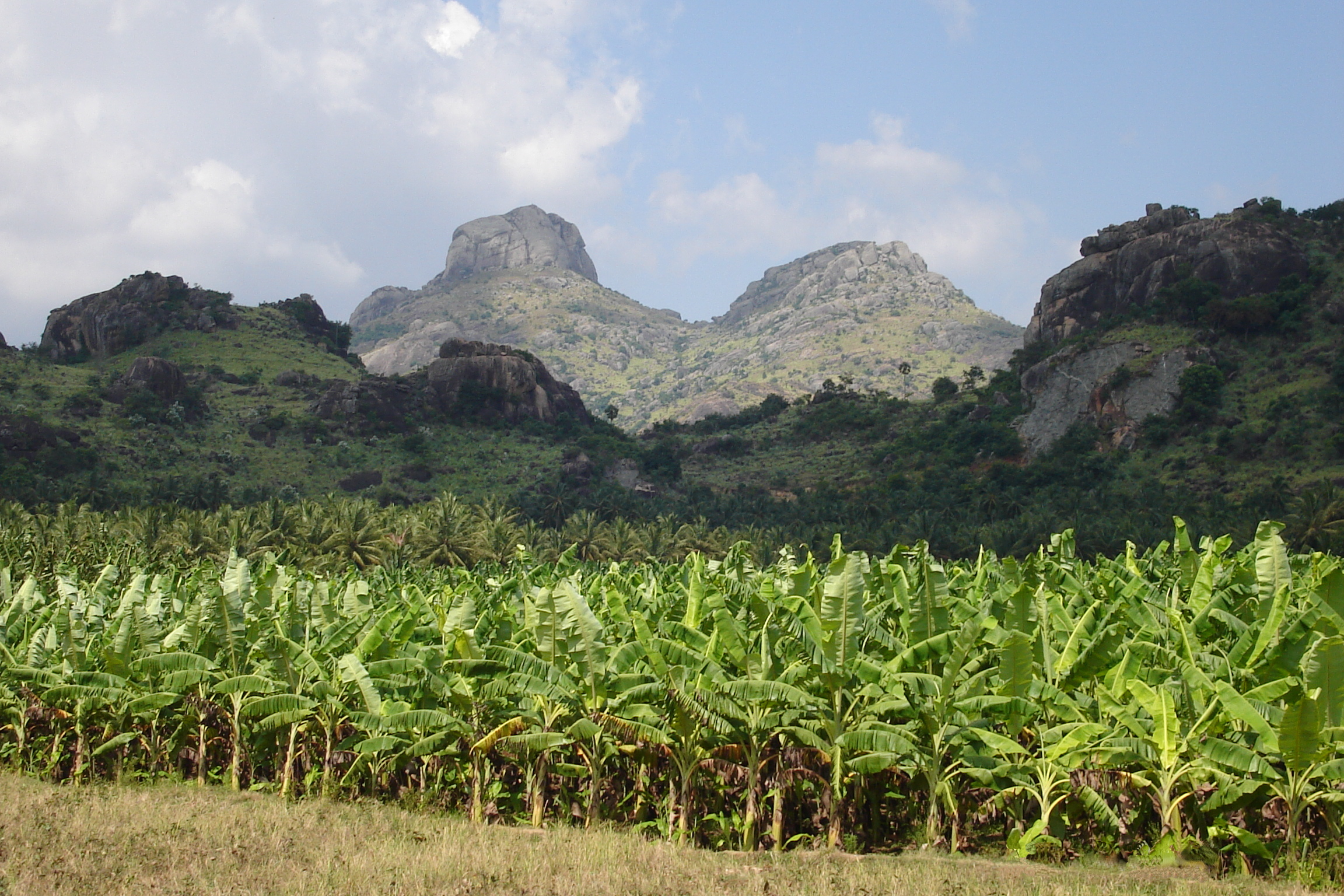
Bananenplantage

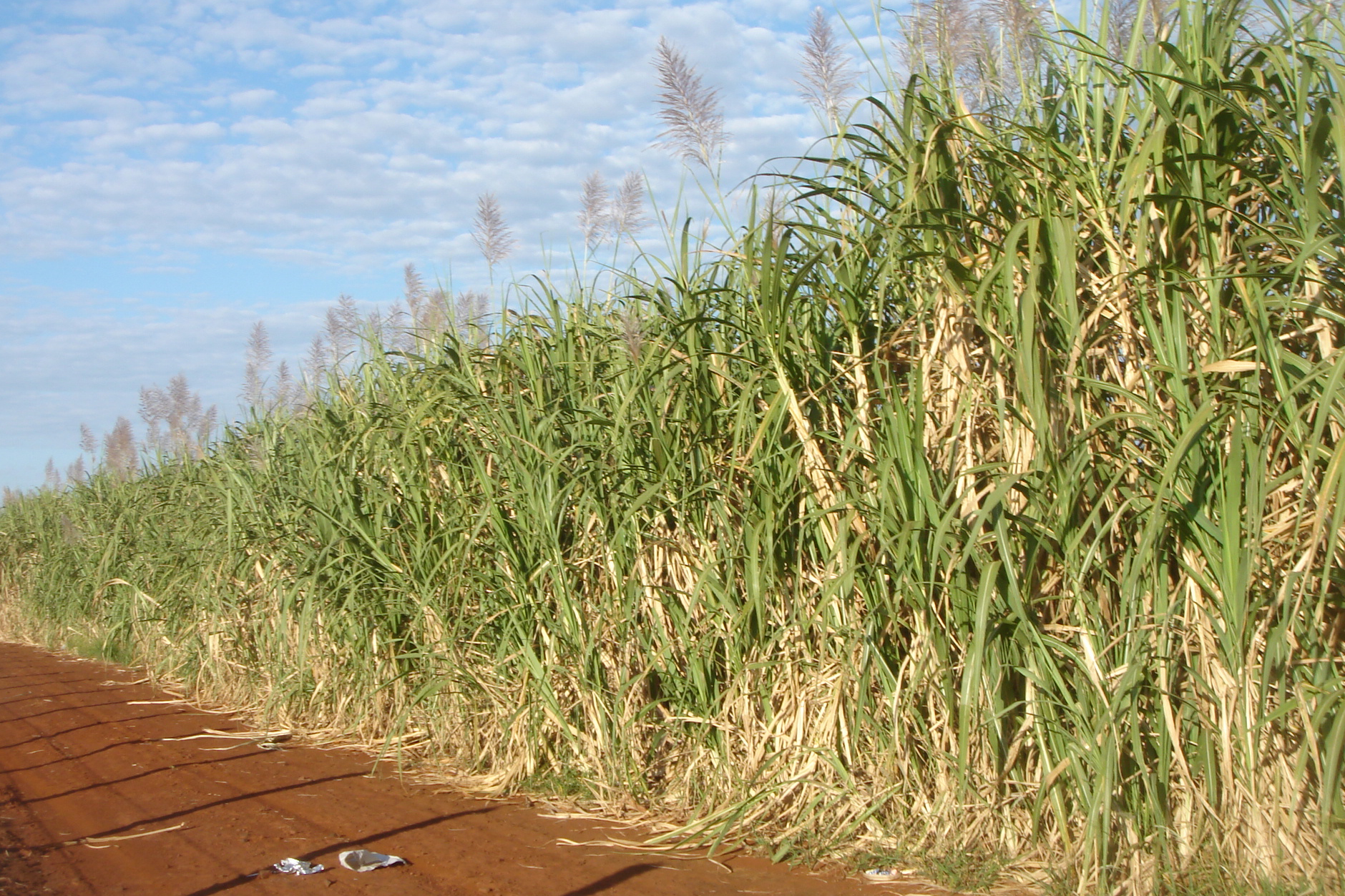
Suikerrietplantage in Brazilië

Een plantage (bij de VOC en later in Nederlands-Indië ook wel perk genoemd) is een stuk grond waarop op grote schaal gewassen in monocultuur verbouwd worden. Plantages komen meestal voor in de tropen, met gewassen als bijvoorbeeld suikerriet, koffie, thee, rubber, banaan, soja, ananas, aloë vera, (teak)hout, katoen, cacao, coca, hennep, opium en tabak. In oude bronnen vindt men meestal het woord Plantagie of Plantaadje als het om een plantage gaat.

## Plantagekoloniën
In de zestiende, zeventiende en achttiende eeuw zijn op grote schaal plantages aangelegd door de Portugezen, Spanjaarden, Engelsen, Fransen, Nederlanders en andere Europeanen in grote delen van het Amerikaanse vasteland (waaronder Suriname) en het gehele Caribisch gebied. Met slaven als werkkrachten – eerst Indianen, later Afrikanen en Aziaten – verbouwden de Europese eigenaars van de plantages in deze plantagekolonieën tropische landbouwproducten voor de Europese markt.
Ook Nederlands-Indië kende plantages op grote schaal. Vanwege het grote aantal inlandse arbeidskrachten was het voor deze plantages echter niet noodzakelijk slaven aan te voeren. Uit Zuid-Azië werden wel slaven aangevoerd voor het werken aan infrastructuur (vestingwerken) en slavinnen voor huishoudelijk werk.

### Nederlands-Guyana
Het merendeel van de plantages in Nederlands Guyana lag langs de rivieren in de binnenlanden. De volgende gewassen werden hier verbouwd: suikerriet, koffiebonen, bananen, sinaasappel, grapefruit en hout. Aan de zeekust lagen katoenplantages. Op de plantages leefden drie soorten slaven: de plantageslaven die het veelal zware werk op de plantages uitvoerden, de huisslaven die in het plantagehuis van de eigenaar van de plantage werkten en de eliteslaven die waren uitgekozen om specifieke, vaak lichte klussen uit te voeren.

## Water- en zoutplantages
Hoewel in strik biologische zin geen sprake is van 'planten' spreekt men ook wel van waterplantages (visserij) en zoutplantages (zoutwinning). Diverse landhuizen op Curaçao zijn als zodanig te kenschetsen. In de sterk op visserij gerichte Kolonie Newfoundland, in het oosten van Noord-Amerika, sloeg de term plantation op aan de kust gelegen terreinen en bijhorende gebouwen (zoals fishing stages) van een planter van waaruit de visserij en visverwerking bedreven werd. De planters bezaten vissersboten en hadden personeel in dienst.

## Buurten in Nederland
In diverse steden in Nederland bestaat een buurt of wijk die Plantage wordt genoemd. Zowel in Amsterdam als in Leiden is dit een groene woonbuurt voor welgestelde burgers. In de Amsterdamse Plantage liggen onder andere de Hortus Botanicus en dierentuin Artis. Kasteel Huis Bergh te 's-Heerenberg heeft een parkbos genaamd De Plantage. In de stad Leeuwarden liggen de parken Noorderplantage en Westerplantage.

## Afbeeldingen

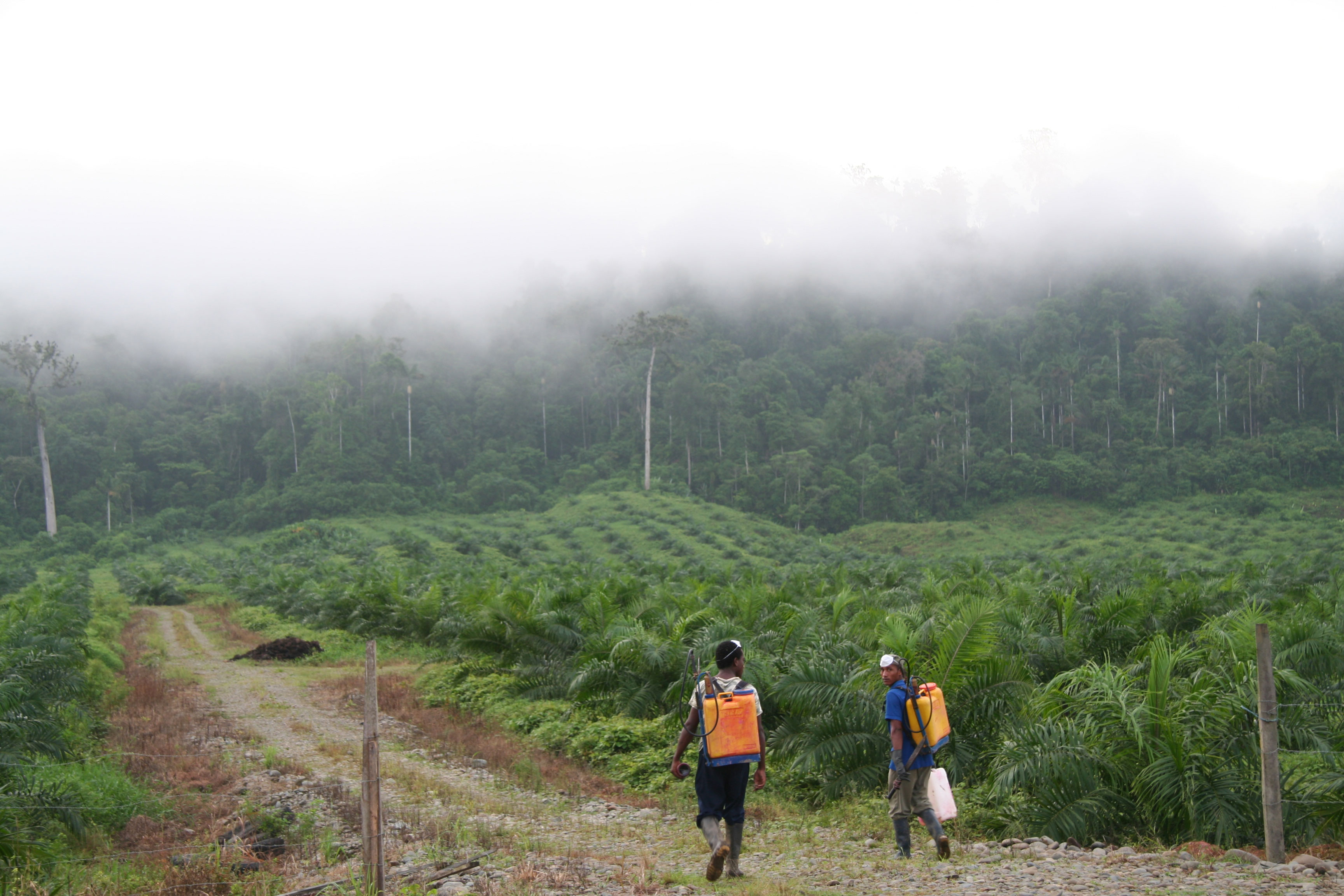
Palmolieplantage in Ecuador
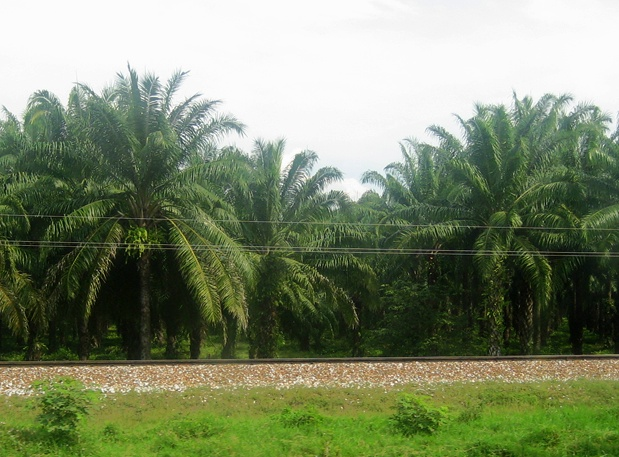
Palmolieplantage in Colombia
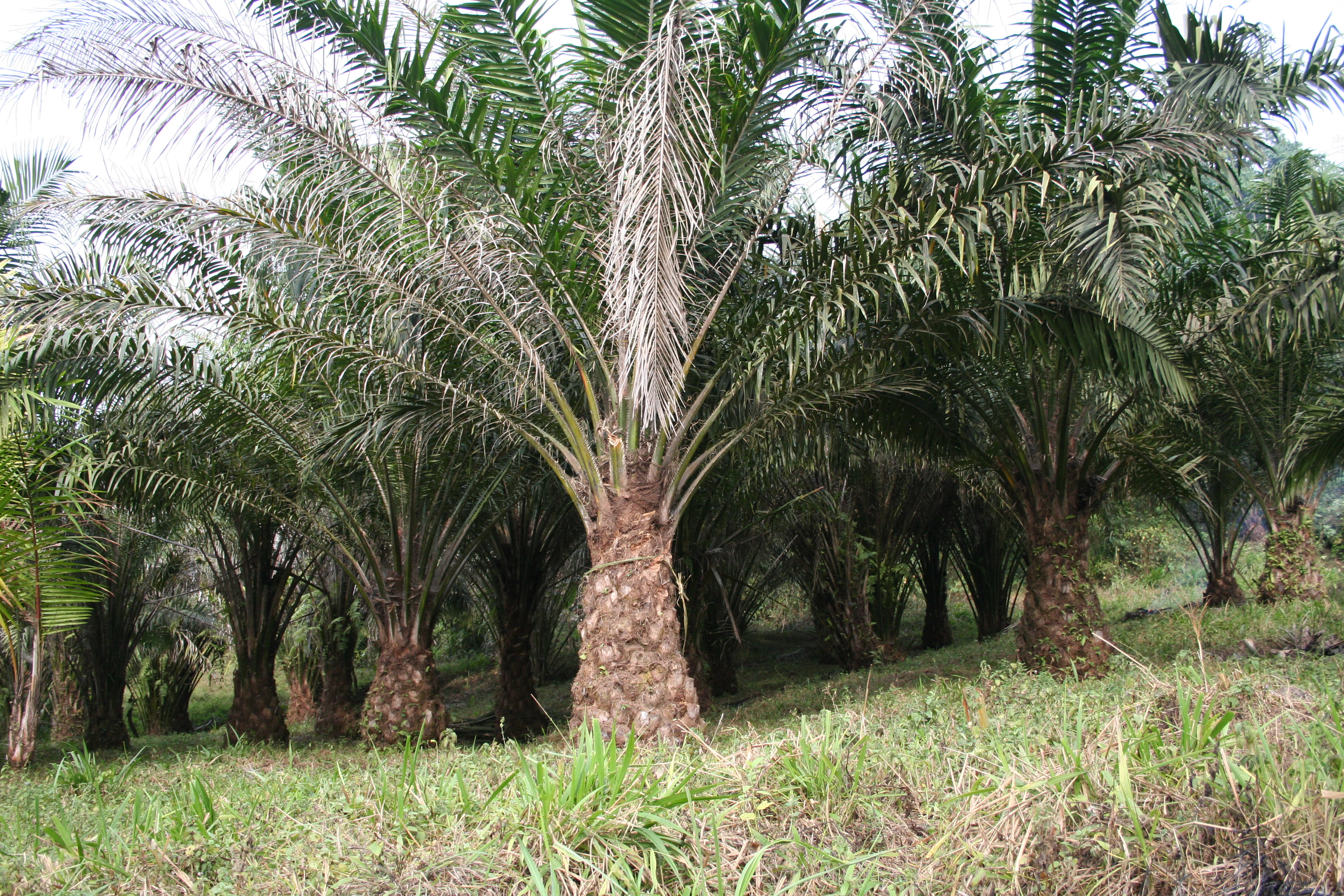
Oliepalmen in Kameroen
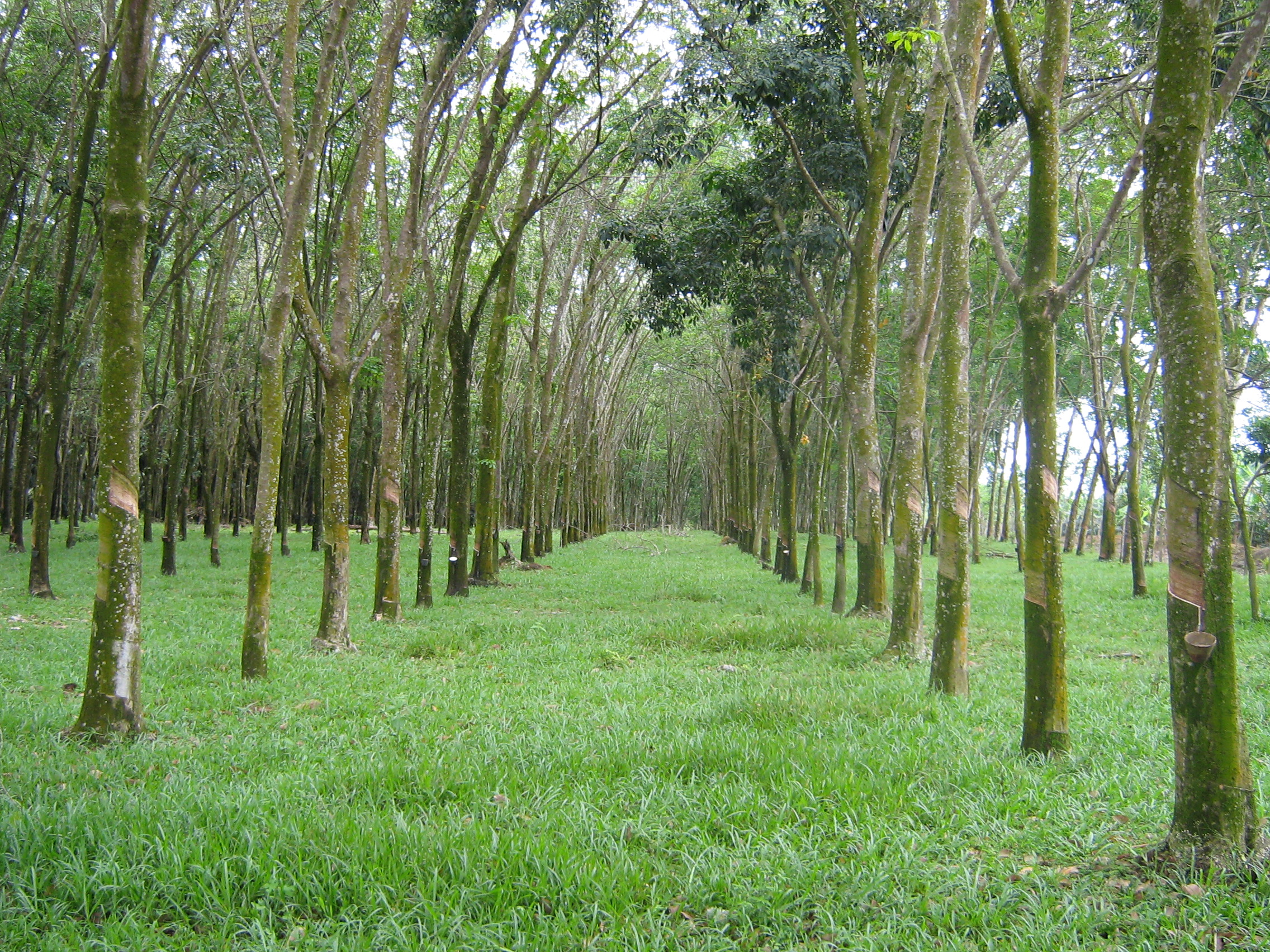
Rubberbomen in Maleisië
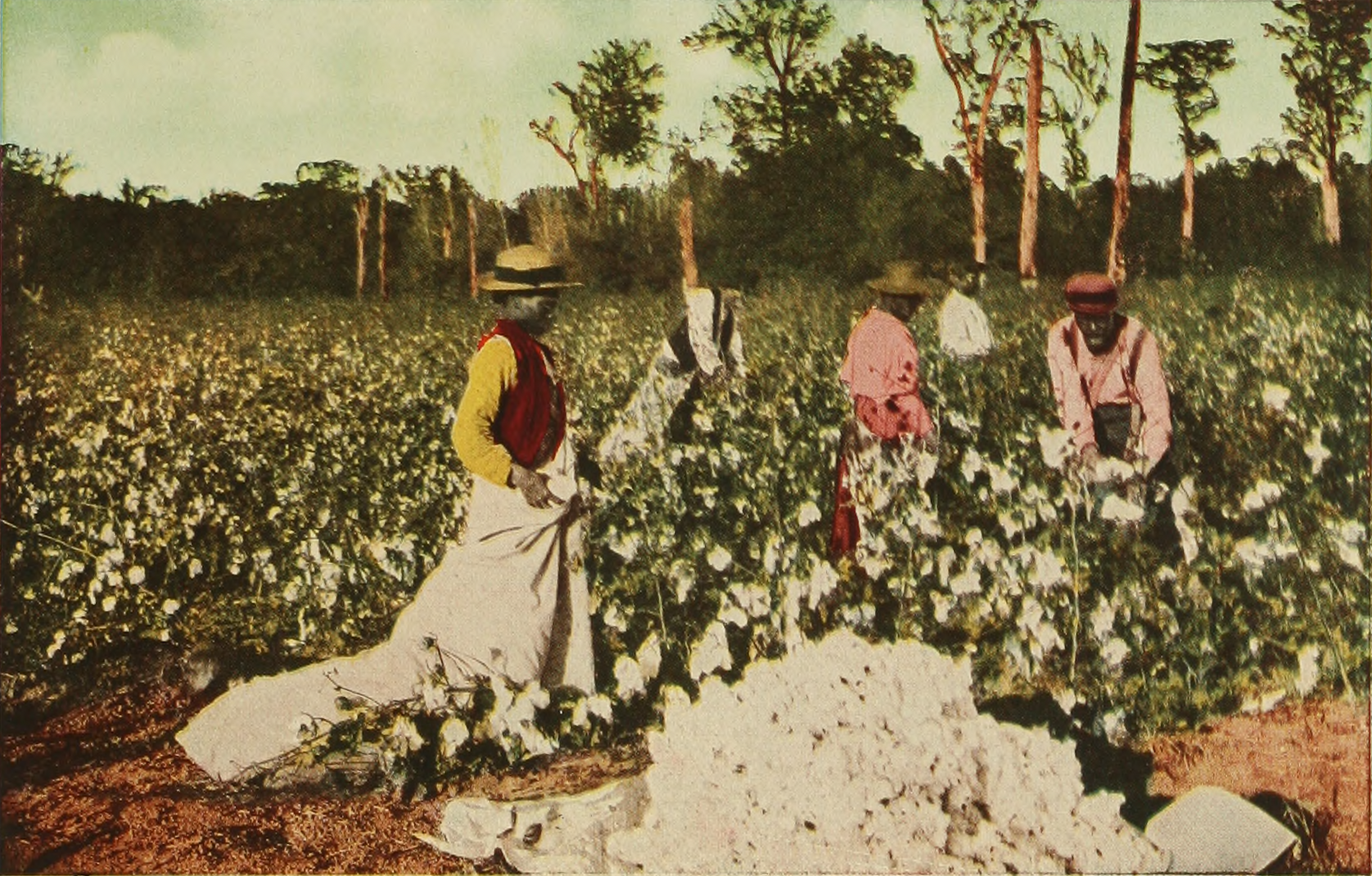
Katoenplantage in de V.S.